# Cleopatra Kambugu Kentaro
Cleopatra Kambugu Kentaro é uma activista de direitos humanos e mulher trans do Uganda. Ela participou no premiado documentário de longa-metragem de 2016, A Pérola da África.

## Vida
Kentaro cresceu com 11 irmãos e louva o seu pai por criar os seus filhos com a habilidade de "se expressar sem medo e com agência".
Kentaro obteve um BSc em Agricultura (patologia de colheitas, biotecnologia e genética) na Faculdade de Ciências Agrárias e Ambientais da Universidade Makerere.
Ela começou a questionar a sua identidade de género durante os seus estudos na universidade, primeiro pesquisando concepções de género não binário em diferentes culturas através da biblioteca e da Internet. Então, por volta dos 23 anos, ela começou a descobrir a comunidade LGBT no Uganda.
Antes de encontrar o estrelato, ela foi forçada a fugir da sua terra natal, Uganda, depois de a homossexualidade ter sido proibida lá, encontrando refúgio no Quénia. Ela foi anunciada publicamente como transgénero em 2013 na capa do maior tabloide de Uganda, Red Pepper. Isso ocorreu uma semana após a aprovação da Lei Anti-Homossexualidade do Uganda em 20 de dezembro de 2013 no Parlamento do Uganda.

## Carreira
Kentaro trabalha como administradora de doações para a Iniciativa de Saúde e Direitos Sexuais da África Oriental (UHAI EASHRI), apoiando a sexualidade, saúde e direitos humanos das minorias. Ela defende uma discussão aberta sobre género e sexualidade em África, apesar do desconforto que nota em relação ao sexo.
Kentaro está a estudar e a trabalhar para obter um mestrado. Doutora em Biologia Molecular e Biotecnologia no College of Veterinary Medicine Animal Resources and Biossegurity da Universidade Makerere. Ela trabalhou em vários projectos diferentes com o Centro Nacional de Biotecnologia e o Instituto Nacional de Pesquisa de Recursos de Colheitas Agrícolas, principalmente com foco na biologia molecular da Banana e mandioca do Planalto da África Oriental, com o objectivo de aliviar a pobreza e a fome.